# Diamond Race

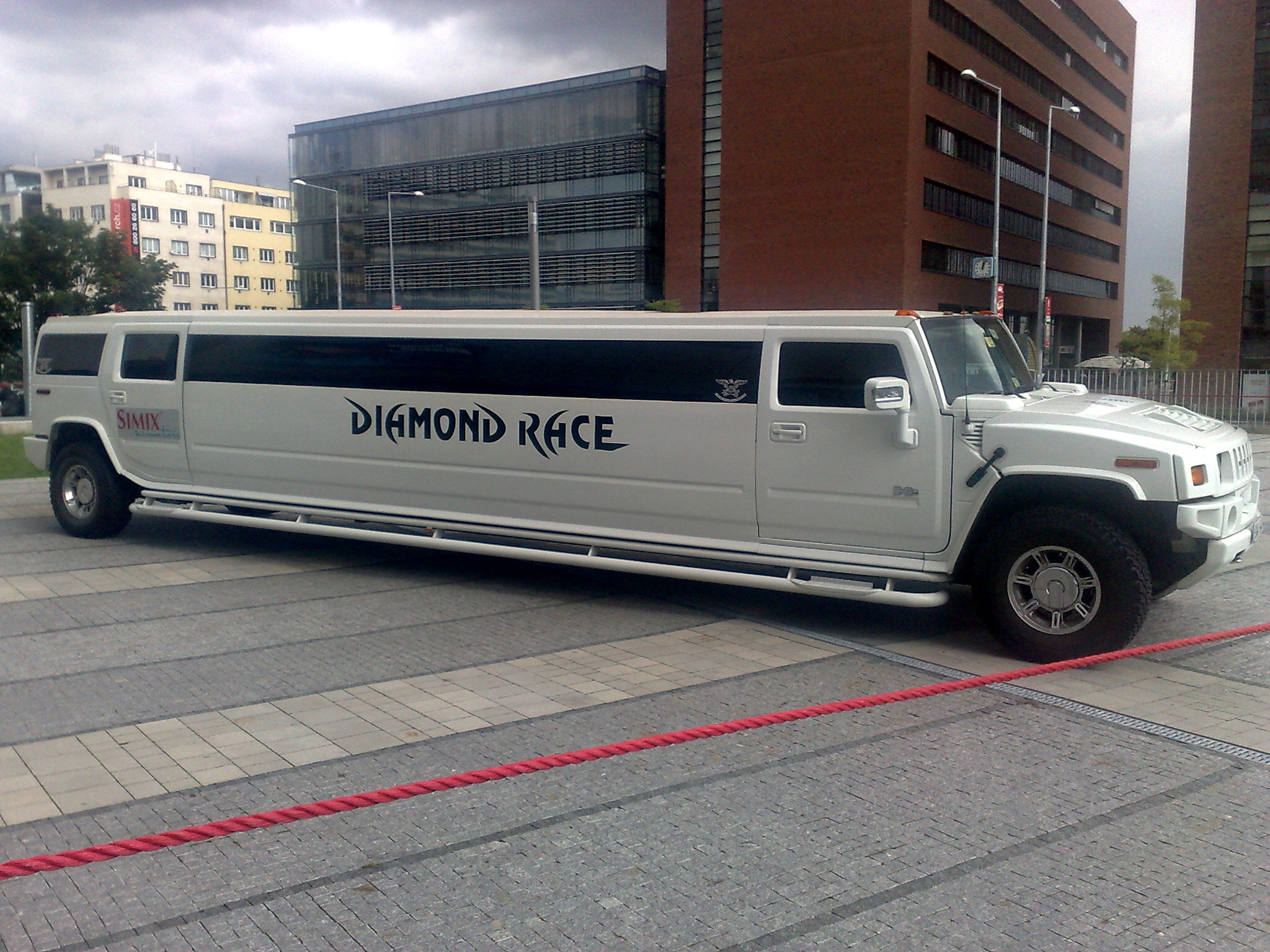
Upoutávka na závod v roce 2010

Diamond Race je český automobilový závod, kterého se účastní majitelé luxusních automobilů. Sportovně charitativní akce je pořádaná od roku 2008 jako mezinárodní cestovní rally, spojená s řadou doprovodných programů. Každý rok se sejdou majitelé sportovních, luxusních nebo kultovních vozů na zahájení jízdy ve stanoveném českém městě a odtud vyrazí na cestu v krátké verzi čtyřdenního Diamond Race nebo osmidenního Super Diamond Race.
Diamond Race není rally v klasickém slova smyslu, avšak splňuje některá kriteria. Boj o hlavní trofej – tři diamanty – probíhá na vybraném závodním okruhu a společně s hlavní cenou nejrychlejšímu jezdci na okruhu je připravena stejná hlavní cena pro jezdce, který daruje nejvyšší finanční obnos dětským domovům.
Každý ročník je něčím jedinečný, představuje nový rozměr automobilové zábavy a přitahuje pozornost nejen statisíců fanoušků i odpůrců, ale hlavně téměř všechna media.
Pro svoji mediální oblibu láká Diamond Race celou řadu známých osobností  a hudebních hvězd. V minulosti se staly tvářemi závodu i Agáta Hanychová, moderátorka Zuzana Belohorcová, moderátor Patrik Hezucký, herečka Veronika Nová nebo Miss Slovensko a Miss Universe 2009 Denisa Mendrejová. 
Účast v akci Diamond Race je podmíněna pouze typem vozidla. Přihlásit se mohou nejen majitelé luxusních vozů, ale také majitelé upravených nebo něčím výjimečných a ojedinělých vozů, kteří mají smysl pro zábavu a touhu poznat novou dimenzi cestování.
Závod bývá ve sdělovacích prostředcích často kritizován, protože v povědomí okolí působí jako pokus o to, závodit nelegálně a nebezpečně. Nejedná se ovšem o závod v pravém slova smyslu. Účastníci podepisují dokument, ve kterém souhlasí s dodržováním předpisů. Při prvním ročníku závodu byla dokonce udělena pokuta za "zdržování provozu pomalou jízdou".

## Ročník 2014
Závod byl v roce 2014 odstartován z Brna v centru Olympia, kam během zahájení přišlo více než šest tisíc diváků. Vozidla se pak zastavila před Sono Centrum Music Clubem v Brně, kde se konala zahajovací párty účastníků závodu.
Závod pak pokračoval přes Olomouc do Polska.